# Ambassade de Belgique en Estonie
L'ambassade de Belgique en Estonie (en estonien : Belgia suursaatkond Tallinnas) est la représentation diplomatique de la Belgique auprès de la république d'Estonie.

## Ambassade
L'ambassade de Belgique à Tallinn a fonctionné de 2005 à 2015.
Elle a fermé ses portes le 28 février 2015.
Depuis 2015, la Belgique couvre l'Estonie depuis son ambassade à Helsinki.
Avant la Seconde Guerre mondiale, l'ambassade de Belgique était située à Riga, le consulat et le consul Michel Edouard Nicaise étaient à Tina tänav 18 et Jüri Vilms tänav 11 à Tallinn.

## Consulat
Le Consulat Honoraire du Royaume de Belgique opère à Tallinn à Sakala 10/Kentmanni 4.
Le Consul Honoraire est Erik Sakkov.